# 克瓦希爾
克瓦希爾（Kvasir），在北歐神話中比較奇特的一個人物，他不是神，是由阿薩神族和華納神族共同創造出來的人類。但也有人認為他擁有神的身份，有時更直接歸到華納神族裡面。
據說當阿薩神族和華納神族結束長久的戰爭時，雙方定下和平約定並交換人質，阿薩神族這邊的代表是海尼爾（Honir）和密米爾（Mimir），華納神族的代表是尼約德（Njord）、弗雷（Freyr）、弗蕾亞（Freya）。除此之外，雙方還共同用唾液創造了一名人類，他就是克瓦希爾。
克瓦希爾由眾神創造，據說擁有天下最高的智慧，但他的智慧並沒有幫自己帶來好處，反而來殺身之禍。侏儒法亞拉（Fjalar）和戈拉（Galar）殺了克瓦希爾，並用他的血釀酒，創造出只要喝一口就能擁有詩人才能的神奇蜜酒。一說最後這酒被奧丁用計騙到手，因此成了詩歌之神。
除了這個故事外，克瓦希爾還出現在圍捕洛基（Loki）時，他發現了洛基遺留的漁網，因此判斷出洛基化成魚躲在水裡。